# Antares (zespół muzyczny)
Antares – włoska grupa muzyczna istniejąca w połowie lat 90. XX wieku. Zajmowała się tworzeniem muzyki typu eurodance. Zaistniała za sprawą hitu Ride on a Meteorite wydanego w styczniu 1995 roku. Grupa rozpadła się po dwóch latach z niewiadomych przyczyn.

## Skład
W skład grupy wchodzili:
- Walter Cremonini
- Alessandro Gilardi
- DJ Riccardo Romanini

## Utwory
- 1995 Ride on a Meteorite
You Belong to Me
- 1996 Let Me Be Your Fantasy
Whenever You Want Me
- 1997 I Want Your Love
Runaway